# イナキ・マテウ
イナキ・マテウ（Iñaki Mateu、1997年3月13日 - ）は、ディビシオン・デ・オノール・デ・ラグビー、アパレハドーレス・ラグビーに所属するラグビーユニオン選手。

## プロフィール
- アルゼンチントゥクマン州出身[1]。
- ポジションはセンター(CTB)。
- 身長 180cm、体重 90kg
- U20スペイン代表に選ばれたことがある[2]。
- 7人制スペイン代表に選ばれたことがある。
- スペイン代表キャップは27（2025年7月現在）。

## 略歴
サニータス・アルコベンダス、ヴィアダーナ、レアル・シアンシアスRCを経て、2023年、アパレハドーレスに加入。